# هاتچینز (آیووا)
هاتچینز (به انگلیسی: Hutchins) شهری در ایالت آیووا کشور ایالات متحده آمریکا است که جمعیت آن در سرشماری سال ۲۰۱۰ میلادی، ۲۸ نفر بوده‌است.